# 쾨베시 처버
쾨베시 처버(헝가리어: Köves Csaba, 1966년 10월 27일~)는 헝가리의 전직 펜싱 선수로 주 종목은 사브르이다. 올림픽에 3회 참가하여 1992년 하계 올림픽과 1996년 하계 올림픽에서 남자 사브르 단체전 금메달을 획득했다. 또한 세계 선수권 대회에서 금메달 2개, 은메달 2개, 동메달 2개를 획득했다.